# 腺癌
腺癌（英語：Adenocarcinoma），是可以发生在身体几个部位的一种癌化肿瘤，被定义为有腺起源或腺特点或两者兼具的上皮組織贅生物。